# Basses
Basses – miejscowość i gmina we Francji, w regionie Nowa Akwitania, w departamencie Vienne.
Według danych na rok 1990 gminę zamieszkiwały 364 osoby, a gęstość zaludnienia wynosiła 36 osób/km² (wśród 1467 gmin regionu Poitou-Charentes Basses plasuje się na 659. miejscu pod względem liczby ludności, natomiast pod względem powierzchni na miejscu 826.).